# (6338) Isaosato
(6338) Isaosato es un asteroide perteneciente al cinturón de asteroides, región del sistema solar que se encuentra entre las órbitas de Marte y Júpiter.
Fue descubierto el 26 de octubre de 1992 por Kin Endate y Kazuro Watanabe desde el observatorio de Kitami.

## Designación y nombre
Designado provisionalmente como 1992 UO4 fue nombrado en honor de  Isao Sato (n. 1963), experto japonés en ocultaciones. Logró hacer la primera observación fotográfica de una ocultación por un planeta menor, la de γ Geminorum por (381) Myrrha el 13 de enero de 1991.

## Características orbitales
Isaosato está situado a una distancia media del Sol de 3,167 ua, pudiendo alejarse hasta 3,450 ua y acercarse hasta 2,885 ua. Su excentricidad es 0,089 y la inclinación orbital 15,319 grados. Emplea 2058,81 días en completar una órbita alrededor del Sol.
Las próximas aproximaciones a la órbita de Júpiter tendrán lugar el 19 de octubre de 2061, el 7 de agosto de 2072 y el 4 de junio de 2083.

## Características físicas
La magnitud absoluta de Isaosato es 11,97. Tiene 23,065 km de diámetro y su albedo se estima en 0,069.